# 中越复叶耳蕨
中越复叶耳蕨（学名：Arachniodes tonkinensis）为鳞毛蕨科复叶耳蕨属下的一个种。种加名 tonkinensis 意为越南“东京的”。